# Bitdefender
Bitdefender är ett cybersäkerhetsföretag som grundades 2001 i Bukarest i Rumänien. Deras tjänster distribueras i över 170 länder, och de hade över 1 600 anställda år 2022. Företagets program Bitdefender total security fick år 2022 högsta betyg vid Softwarelab produktutvärdering.